# Sangue de Monstro
Monster Blood (intitulado Sangue de Monstro no Brasil e em Portugal) é um dos livro da série Goosebumps de R.L. Stine.

## Sinopse
Evan Ross resolve passar férias na casa de sua tia avó. Ele vai em uma loja esquisita e compra uma lata empoeirada de Sangue de Monstro. O cachorro dele acaba comendo. Mas a gosma começa a crescer e quanto mais cresce mais aumenta o apetite sanguinário.

## Personagens
- Evan Ross...Personagem principal, está odiando a ideia de passar as férias "na casa de uma velha surda" (sua tia avó Kaitryn).
- Kaitryn...É uma senhora surda, meio assustadora. Também já cuidou do pai de Evan quando ele era criança.
- Andy...Seu nome de verdade é Andrea, mas ela não gosta, e por isso todos a conhecem por Andy. Vira amiga de Evan e o ajuda.
- Sra. Ross...Mãe de Evan, faz de tudo para que seu filho se adapte bem ao ambiente estranho da casa de Kaitryn.
- Sr. Ross...Vai viajar com a Sra. Ross, e teve a ideia de deixá-lo com Kaitryn, já que também foi hospedado em sua casa quando criança.